# Literatura en lengua inglesa

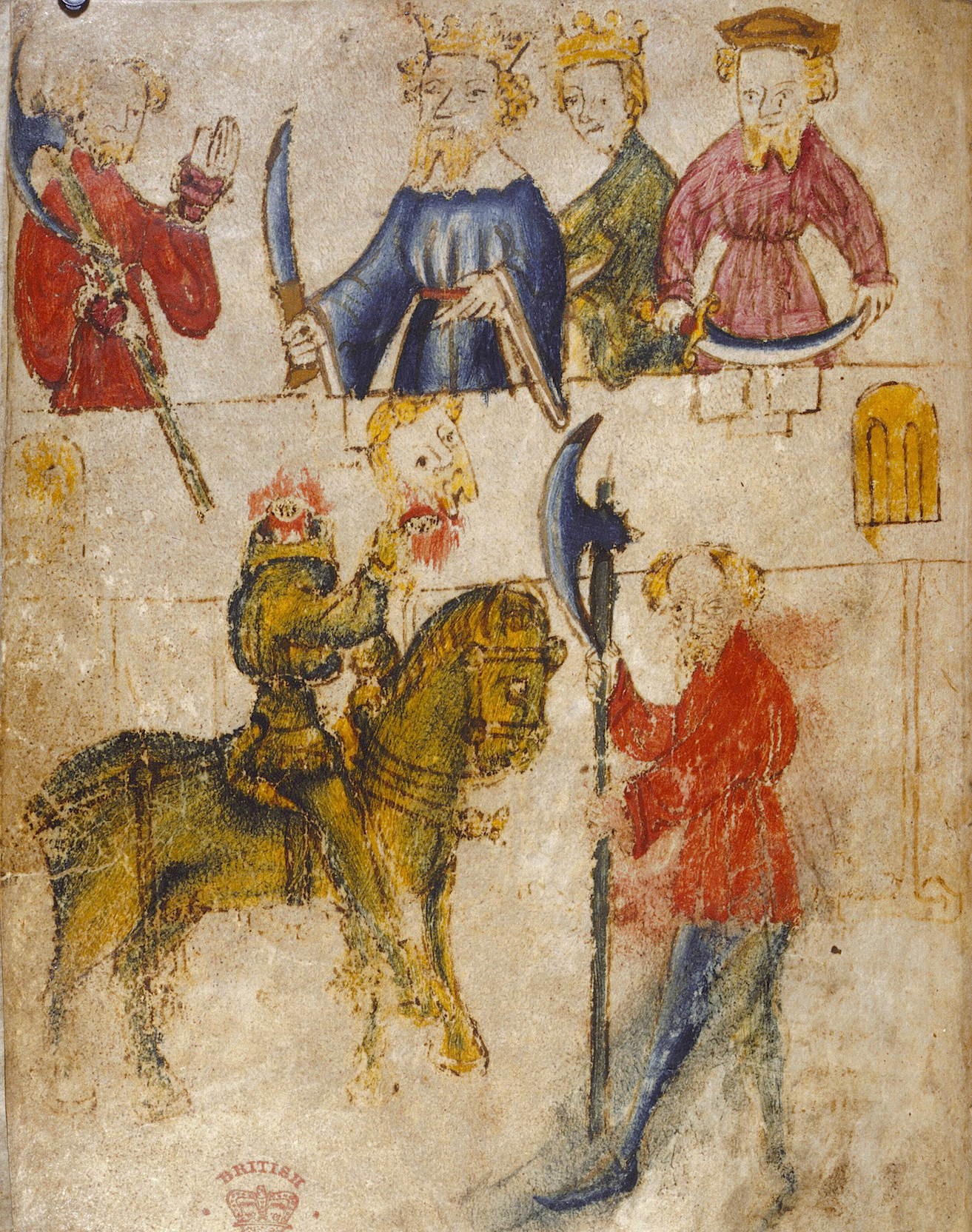
Ilustración medieval de Sir Gawain y el Caballero Verde.

La literatura inglesa es toda aquella escrita en lengua inglesa, independientemente de la procedencia de sus autores. Bajo esta denominación se reúnen obras escritas en inglés antiguo, inglés medieval, inglés moderno e inglés contemporáneo, así como aquellas escritas en las variedades dialectales que el idioma actual tiene alrededor del mundo.

## Edad Media

### Literatura anglosajona
Las primeras palabras en inglés, escritas en un dialecto anglo-sajón conocido como inglés antiguo, aparecieron en los inicios de la Edad Media. El texto más antiguo que se conoce es el himno de Caedmon. En esa época era muy importante la tradición oral y gran parte de los trabajos literarios se escribieron para poder ser representados. Los poemas épicos se hicieron muy populares y algunos, como Beowulf, han llegado hasta nuestros días.
Este idioma está muy relacionado con el actual idioma noruego y con el idioma islandés, por lo que los versos anglosajones fueron probablemente una adaptación de los primeros poemas de guerra vikingos y germánicos que llegaron desde el continente. Cuando esta poesía llegó a Inglaterra, aún se transmitía de forma oral de generación en generación;  la presencia constante de versos aliterados, o rima consonante, ayudaba a que los anglosajones la recordaran con facilidad. 
La primera literatura escrita aparece en la época en la que San Agustín de Canterbury fundó los primitivos monasterios cristianos; se adaptó el lenguaje a las necesidades de los lectores cristianos. Incluso sin sus líneas más sangrientas, los poemas bélicos vikingos resultaban sanguinarios: en las narraciones existía siempre una sensación de inminente peligro. Tarde o temprano todo tenía su fin. Cuando Guillermo el Conquistador convirtió Inglaterra en parte del reino normando (en 1066), la poesía en inglés antiguo se siguió leyendo y el uso del idioma se extendió.

### Literatura posterior a la conquista normanda
No fue hasta los inicios del XVI, cuando Albión se convirtió en independiente y sus relaciones con Francia se volvieron más distantes, el momento en que el idioma empezó a cambiar. Mientras que los normandos quedaron asimilados dentro de la propia cultura, el francés penetró en las clases sociales más bajas, cambiando una parte importante de la gramática y el léxico del inglés antiguo. Aunque no se convirtió en una lengua romance, el inglés de Chaucer se parece más al idioma actual que al que se hablaba en Inglaterra un siglo antes. 
A finales del periodo medieval (1200-1500), los ideales del amor cortesanos llegaron a Inglaterra y los autores comenzaron a escribir romances, tanto en verso como en prosa. Fueron especialmente populares los temas relacionados con el rey Arturo y su corte. El poema Sir Gawain y el Caballero Verde muestra gran parte de las características de la literatura de esta época: situado en los tiempos del legendario Arturo, la obra pone énfasis en las conductas de los caballeros con insinuaciones religiosas. En esa época, las obras de misterio se representaban en pueblos y ciudades para celebrar las principales festividades; también se realizaban representaciones menos formales con temática religiosa.

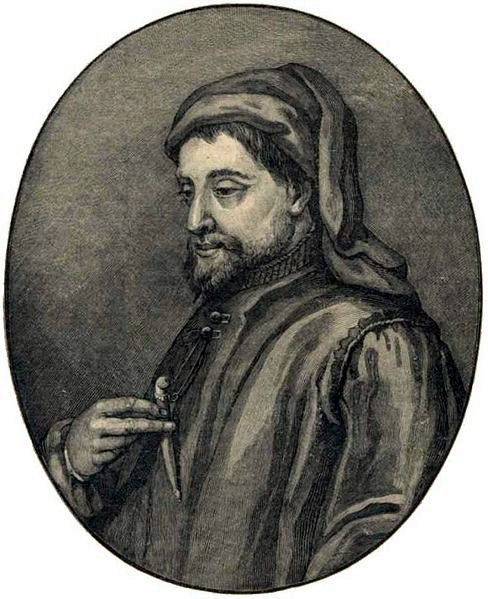
Geoffrey Chaucer.

El primer gran autor inglés, Geoffrey Chaucer (1340-1400), escribió en inglés medieval. Su obra más famosa es los Cuentos de Canterbury, una colección de historias de géneros dispares narrados por un grupo de peregrinos que viajan hacia Canterbury. Aunque Chaucer es un autor inglés, su obra estuvo inspirada por los cambios y desarrollos que tenían lugar en Europa, especialmente en Italia. Los Cuentos de Canterbury están claramente en deuda con el Decamerón de Giovanni Boccaccio. El Renacimiento se estaba abriendo paso en Inglaterra.

## Renacimiento
En 1476, William Caxton introdujo en Inglaterra la imprenta. A partir de ese momento, la literatura vernácula empezó a florecer. La Reforma Protestante inspiró la producción de una liturgia propia que llevó hasta el Libro de Oración Común, una influencia clave en la literatura en inglés. La poesía, el drama y la prosa que se escribieron durante los reinados de Isabel I y de Jacobo I constituyen lo que en la actualidad se denomina "Renacimiento inglés".
Durante este periodo, la literatura se caracteriza por un especial interés en el comportamiento humano como tema principal de las obras, en parte por influencia del humanismo italiano. Mientras que la literatura medieval inglesa se nutría de temas religiosos, durante el renacimiento los escritores se decantaron por temas más seculares.

### Literatura isabelina
La Era isabelina fue testigo del florecimiento de la literatura, especialmente el drama: produciendo el llamado teatro isabelino. El renacimiento italiano redescubrió a los clásicos del teatro griego y romano que empezaron a desplazar los temas místicos tratados en las obras escritas durante la Edad Media. Los italianos estuvieron especialmente influenciados por Séneca y Plauto. Los escritores ingleses se interesaron por las obras italianas; algunas compañías de actores se instalaron en Londres y otro italiano, Giovanni Florio, se encargó durante esta época de llevar parte de la cultura y el idioma italiano hasta Inglaterra. 
Durante este periodo hizo su aparición el escritor William Shakespeare. Sin ser un hombre de letras y con una educación que se cree fue limitada, Shakespeare se convirtió en uno de los escritores más versátiles del momento que fue capaz de remover los cimientos de la escena inglesa. Sus últimas obras, escritas durante los inicios del reinado de Jacobo I, están consideradas por los críticos como sus composiciones más magistrales: Hamlet, Otelo, El rey Lear, Macbeth, Antonio y Cleopatra y La Tempestad. Shakespeare popularizó también los sonetos ingleses que significaron un profundo cambio en relación con el modelo de Petrarca.

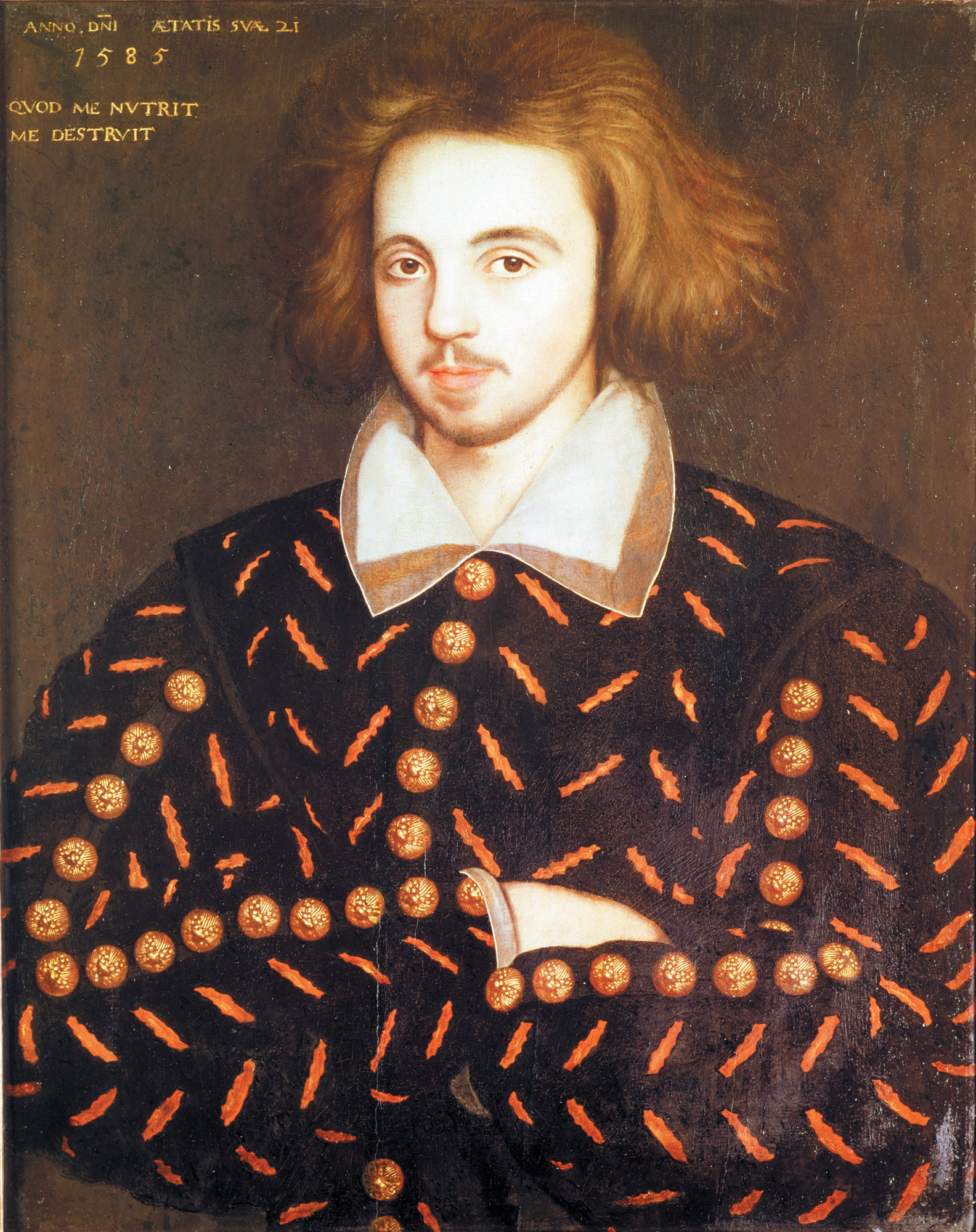
Christopher Marlowe.

Thomas Wyatt introdujo el soneto en Inglaterra a principios del XVI. Los poemas escritos para ser musicados, como los que escribió Thomas Campion, se hicieron populares y la literatura impresa empezó a llegar hasta numerosos hogares. Dentro del teatro de la era isabelina hay que destacar a escritores como Christopher Marlowe, Thomas Dekker y Francis Beaumont. Marlowe, que nació unas pocas semanas antes que Shakespeare, estuvo fascinado y aterrorizado a la vez por las nuevas fronteras que la ciencia moderna estaba abriendo, lo que le inspiró a escribir su obra The Tragical History of Doctor Faustus que trata sobre un científico obsesionado por el conocimiento y que desea llevar los poderes tecnológicos del hombre hasta los límites más extremos. Tras obtener poderes sobrenaturales, el protagonista de la obra consigue viajar en el tiempo y casarse con Helena de Troya pero termina sus días vendiendo su alma al diablo.
A finales del XVI, la poesía inglesa se caracterizaba por un lenguaje elaborado y por sus alusiones a los temas de la mitología clásica. Entre los poetas más destacados del periodo se incluyen a Edmund Spenser y Philip Sidney.

### Literatura jacobita
Tras la muerte de Shakespeare, el poeta y dramaturgo Ben Jonson se convirtió en la figura más destacada de la literatura. Sin embargo, la estética de Jonson recordaba más a la de la Edad Media que a la Tudor: sus personajes incorporan la teoría de  los cuatro humores. Según esta teoría médica, las diferencias en el comportamiento humano proceden del predominio de uno de los cuatro humores del cuerpo (sangre, flema, bilis negra y bilis amarilla); estos humores se corresponden con los cuatro elementos del universo: aire, agua, fuego y tierra. Jonson mostró estas diferencias hasta un punto en el que llegó a crear prototipos que se correspondían con cada uno de los humores predominantes; Shakespeare por el contrario, había abandonado ya está teoría clásica para dar paso a la psicología moderna.
Entre los autores que siguieron el estilo de Jonson destacan John Fletcher y Francis Beaumont que, aunque no tenían el talento de Shakespeare, escribieron una brillante comedia, The Knight of the Burning Pestle (1613), una parodia de la clase media, especialmente de esos nuevos ricos que fingen tener un gran gusto literario cuando en realidad saben muy poco de literatura. 
Otro estilo teatral que se hizo muy popular durante la época jacobina fueron las obras de venganza, popularizadas por John Webster y Thomas Kyd. George Chapman escribió también un par de tragedias de este estilo aunque se le recuerda especialmente por la traducción que realizó de las obras de Homero que resultaron de gran influencia para la literatura inglesa; sirvieron incluso de inspiración a John Keats para escribir algunos de sus poemas más destacados.
La Biblia del Rey Jacobo, uno de los proyectos de traducción más importantes en la historia de Inglaterra, se inició en el 1604 y no se completó hasta el 1611. Representa la culminación de la tradición de realizar traducciones de la Biblia al inglés que se inició con el trabajo de William Tyndale. La obra se convirtió en la Biblia estándar para la iglesia de Inglaterra y está considerada por algunos como una de las mayores obras de la literatura de todos los tiempos. Este proyecto estuvo liderado por el propio rey Jacobo I que supervisó el trabajo de 47 estudiosos. Aunque se han realizado otras traducciones al inglés, más precisas, la Biblia del Rey Jacobo sigue destacando por su estética, ya que su métrica se realizó de modo que intentaba imitar el verso hebreo de la versión original. En la historiografía destacó la magna obra de Richard Knolles, The General History of the Turks, publicada en 1603, en un estilo ornamentado muy característico de la época, y altamente reputada a lo largo de la historia de la literatura inglesa. 
Además de Shakespeare, que destacó en los inicios de la década de 1600, los principales poetas de los inicios del siglo incluyen a John Donne y otros poetas metafísicos. Influenciados por el barroco, y tomando como temas centrales el misticismo cristiano y el erotismo, los poetas metafísicos utilizaron figuras "no poéticas" para conseguir un efecto sorpresa en el lector. Por ejemplo, en uno de los sonetos de John Donne, la punta de un compás representa a dos amantes; la mujer, que está en casa esperando, es el centro. El punto más alejado es su amante que se encuentra navegando, alejándose de ella. Pero, a mayor distancia, más estrecha la unión superior entre las puntas del compás: la distancia hace que el amor se haga más fuerte. 
Además de los poetas metafísicos, el XVII es famoso por su poesía barroca. Esta poesía es similar al estilo artístico del mismo nombre: elevada, épica y religiosa. Muchos de los poetas que cultivaron este estilo tenían una especial sensibilidad católica y escribieron sus poesías para apoyar la Contrarreforma católica; pretendían crear un sentimiento de supremacía y misticismo que hiciera que los lectores protestantes regresaran hacia el catolicismo.

## Carlos I y Oliver Cromwell
El turbulento periodo de mediados del XVII, durante el reinado de Carlos I, la subsecuente Mancomunidad y el Protectorado, fue testigo del nacimiento de la literatura política. Los panfletos escritos por los simpatizantes de cada una de las facciones que se organizaron durante la guerra civil, iban desde los ataques personales escritos de forma visceral hasta las diversas formas de propaganda, pasando por esquemas que buscaban una forma de reformar la nación. La obra de Thomas Hobbes Leviathan es uno de los trabajos más destacados en la filosofía política británica. Este periodo fue testigo también del nacimiento de los "libros nuevos", precursores de los periódicos, con periodistas como Henry Muddiman, Marchamont Needham o John Birkenhead que representaban los puntos de vista de las diversas partes en conflicto. Los continuos arrestos de los autores y la eliminación de sus trabajos, llevó a que se creara la idea de "licencia". La obra Areopagitica, un panfleto político de John Milton, se escribió precisamente para oponerse a la idea de la licencia y está considerada como una de las más elocuentes defensas de la libertad de prensa escritas jamás.
El retiro forzado de los oficiales realistas tras la ejecución de Carlos I benefició a Izaac Walton ya que le permitió trabajar en su obra The Compleat Angler. Publicado por primera vez en 1653, el libro, aparentemente una guía de pesca, es mucho más que eso: es un auténtico tratado sobre la vida, el tiempo libre y el placer. Los dos poetas más destacados del periodo de Oliver Cromwell fueron Andrew Marvell y John Milton; ambos produjeron obras que elogiaban al nuevo gobierno, como queda patente en la obra de Marvell An Horatian Ode upon Cromwell's Return from Ireland. A pesar de sus creencias republicanas, consiguieron salir impunes de la Restauración de Carlos II tras la que Milton escribió algunos de sus poemas más destacados en los que los mensajes políticos se presentaban camuflados en forma de alegoría.  Thomas Browne fue otro de los escritores destacados de la época; escribió sobre temas científicos, religiosos, médicos y esotéricos.

## Literatura de la Restauración

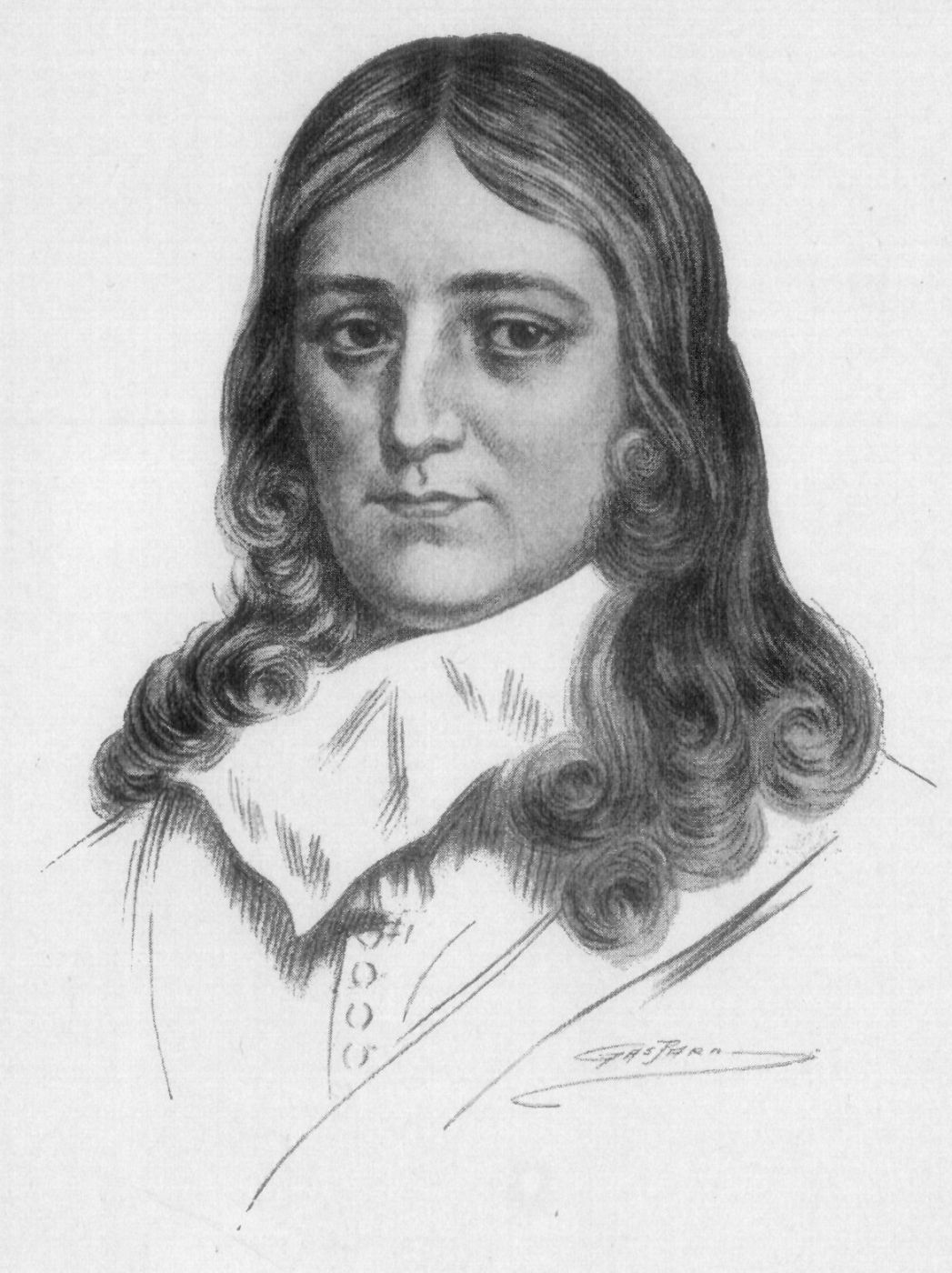
John Milton.

La literatura de la Restauración incluye obras tan dispares como El paraíso perdido de John Milton, Sodoma de John Wilmot, la comedia de William Wycherley La esposa del campo o El progreso del peregrino de John Bunyan.
La censura y el moralismo radical existentes durante el régimen puritano de Cromwell provocaron una ruptura en la cultura literaria; durante la Restauración, todas las formas literarias experimentaron un renacimiento. Durante el interregno, las fuerzas realistas de la corte de Carlos I estuvieron exiliadas junto al futuro Carlos II. La nobleza que viajó junto a Carlos pasó cerca de una década en medio de los escenarios europeos. El propio Carlos dedicó parte de su tiempo a asistir a diversas representaciones en Francia y desarrolló un gusto especial por las comedias españolas. 
La forma poética más destacada fue la sátira. En general, las sátiras se publicaban de un modo anónimo para evitar problemas graves para el autor, como la "ley de difamación", o las iras de los nobles a los que se criticaba. John Dryden, por ejemplo, estuvo en el punto de mira de la nobleza por sospecharse que era el autor de Satire on Mankind. Como consecuencia de este anonimato, muchos de estos poemas permanecieron inéditos y siguen siendo obras totalmente desconocidas.
Durante este periodo, la prosa estuvo dominada por los escritos cristianos aunque fue también en esta época cuando se iniciaron dos géneros que dominaron periodos posteriores: la ficción y el periodismo. Los temas religiosos se mezclaban a menudo con los políticos y económicos, al igual que los escritos económicos y políticos introducían aspectos religiosos. Thomas Sprat escribió en 1667 History of the Royal Society of London y mostró, en un único documento, las metas de la ciencia empírica. John Locke escribió durante la Restauración numerosas de sus obras filosóficas. El empirismo de Locke era un intento de entender las bases del conocimiento humano, buscando el modo que permitiera tomar las decisiones adecuadas. Estos métodos científicos llevaron a Locke a escribir su obra Treatises on Government que más tarde inspiró a los pensadores de la guerra de Independencia de los Estados Unidos. Al igual que Thomas Hobbes, Locke enfatizó en la naturaleza plástica del contrato social. Para una época en la que la monarquía absoluta se consideraba derrocada, se iniciaban los intentos de una democracia y se había restaurado una monarquía limitada, solo se podía encontrar respuesta sentando unas bases flexibles para el nuevo Gobierno.
La Restauración moderó los estridentes escritos sectarios, aunque persistió el radicalismo. Autores puritanos como John Milton se vieron obligados a abandonar la vida pública, y los autores cuáqueros o anabaptistas que habían participado de un modo directo en el regicidio de Carlos I fueron parcialmente censurados. Los escritos violentos fueron condenados a la clandestinidad y algunos de los que habían servido durante el interregnum atenuaron sus posiciones políticas. El apoyo que recibió John Bunyan fue mayor que el de otros autores religiosos de la época. Su obra El progreso del peregrino es una alegoría de la salvación personal y una guía para la vida cristiana. En lugar de centrarse en la retribución divina, Bunyan escribió sobre cómo un individuo puede santificar su vida, manteniéndose alejado de las tentaciones del cuerpo y del alma. El libro está escrito con un estilo directo y muestra la influencia tanto del drama como de la biografía, así como la tradición alegórica mostrada ya por Edmund Spenser.